# Les Héritiers du soleil
Les Héritiers du soleil est une série de bande dessinée historique créée par le Français Didier Convard et publiée de 1986 à 2002 par Glénat, d'abord dans le mensuel Vécu, puis directement en albums. Convard a cédé le dessin à Frédéric Bihel au sixième tome, puis le scénario à Thomas Mosdi au dixième, Bihel réalisant seul le treizième et dernier volume de la série.
Les Héritiers du soleil se déroule dans l'Égypte de Ramsès II. Elle met en scène un frère et une sœur, Nethi et Néphérouré, confrontés aux désirs du pharaon.

## Albums
- Les Héritiers du soleil, Glénat, coll. « Vécu » :

1. Le Masque de mort, 1986  (ISBN 2723406555).
2. Le Prophète de sable, 1987  (ISBN 2723408329).
3. La Veuve-mère, 1989  (ISBN 2723410021).
4. Noir l'amour, 1990  (ISBN 2723411494).
5. Néphérouré, 1991  (ISBN 2723412679).
6. La Princesse endormie, 1994  (ISBN 272341647X).
7. L'Architecte immobile, 1995  (ISBN 2723417999).
8. Illusion, 1996  (ISBN 2723420035).
9. La Nuit de lumière 1, 1997  (ISBN 2723422291).
10. La Nuit de lumière 2, 1998  (ISBN 2723424421).
11. Halija, 1999  (ISBN 2723426920).
12. La Marque de Sekhmet, 2000  (ISBN 2723429520).
13. Les Enfants de l'ombre, 2002  (ISBN 2723437361).